# Parotomys
Parotomys là một chi động vật có vú trong họ Muridae, bộ Gặm nhấm. Chi này được Thomas miêu tả năm 1918. Loài điển hình của chi này là Euryotis brantsii A. Smith, 1834.

## Các loài
Chi này gồm các loài: